# Solymosi Norbert

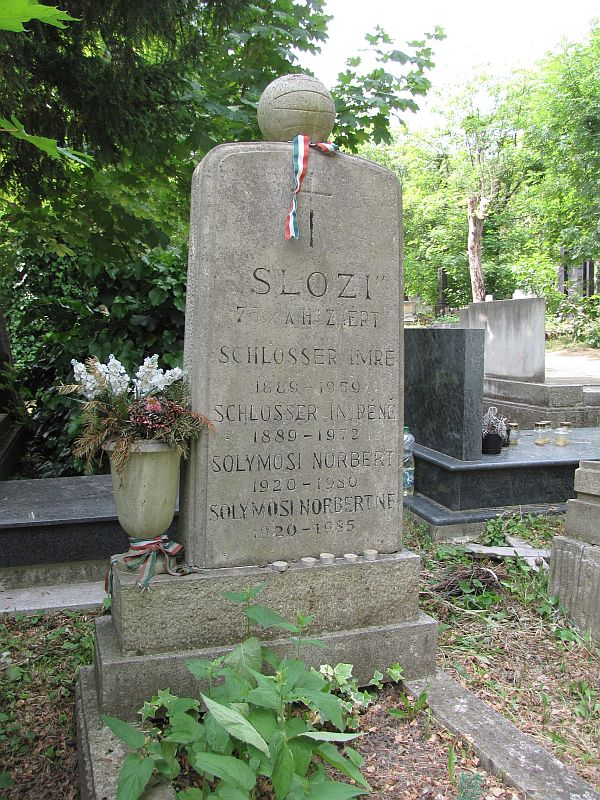
Solymosi Norbert sírja Budapesten. Farkasréti temető: 8/2-1-218.

Solymosi Norbert, Schlosser (Budapest, 1920. december 12. – Budapest, 1980. január 1.) labdarúgó, kapus, válogatott kosárlabdázó. Apja Schlosser Imre 68-szoros válogatott labdarúgó. Nagybátyja Fritz Alajos az FTC egykori kapusa.

## Pályafutása
A BSZKRT csapatából került a Nagyváradi AC együtteséhez az 1941–42-es szezonban. A 30 bajnoki mérkőzésből 29 találkozón ő szerepelt a csapatban. Teljesítményével meg voltak elégedve, de mivel folyamatosan ingázott Budapest és Nagyvárad között, így nem hosszabbították meg szerződését. A labdarúgás mellett kosárlabdázással is foglalkozott. A válogatottban is szerepelt.

## Sikerei, díjai
- Magyar bajnokság
  - 5.: 1941-42